# أبو عباد (كفر سعد)
أبو عباد هي إحدى قرى مركز كفر سعد التابع لمحافظة دمياط بجمهورية مصر العربية.